# Park Rinia

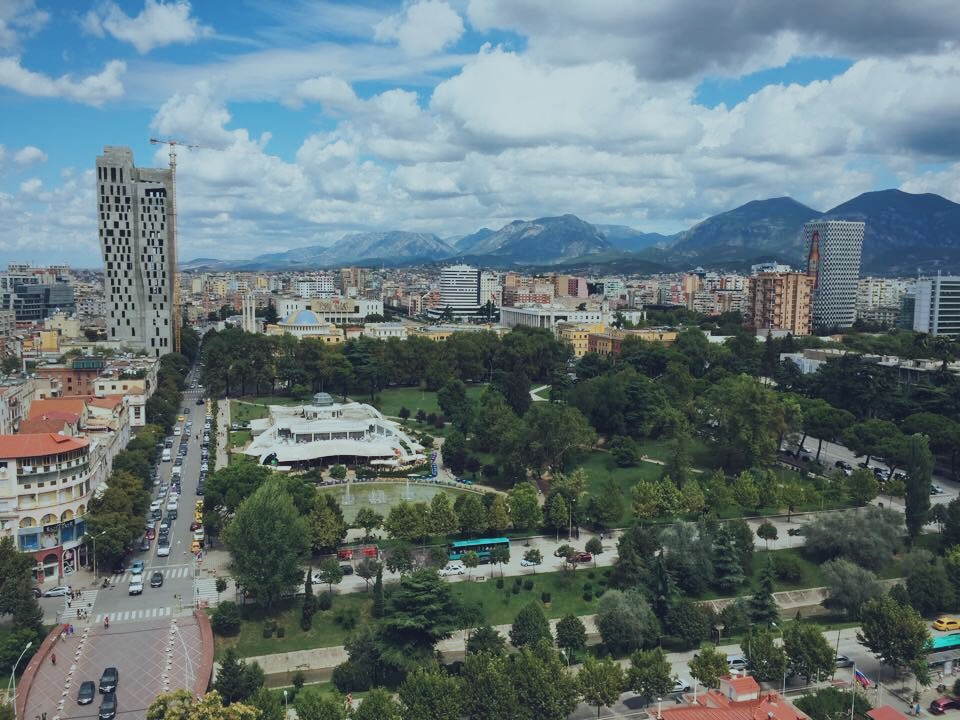
Pohled na park v roce 2015.

Park Rinia (v češtině doslova Park mládeže) je park, který se nachází v centrální části albánského hlavního města Tirany. Je umístěn jižně od Skanderbegova náměstí a západně od třídy Dëshmorët e Kombit. Park byl zřízen v roce 1950 v souvislosti se socialistickou přestavbou metropole. Jeho rozloha činí 2,8 ha. Dominantou parku je modernistická budova restaurace Taivani. V parku se také nachází památník, který byl odhalen při příležitosti 100. výročí vzniku albánského státu, v roce 2012.
Po roce 1991, kdy došlo ke společenským změnám v celé zemi, zde začaly vznikat početné černé stavby, především různé stánky a restaurace. Na počátku 21. století byly v souvislosti s modernizací města odstraněny.